# Explorer 35
Explorer 35 (também chamado de IMP-E) foi um satélite estadunidense de pesquisas espaciais. Foi lançado em 19 de julho de 1967 da Estação da Força Aérea de Cabo Canaveral, nos EUA.